# Öppna Kanalen Växjö
Öppna Kanalen Växjö är en Öppna TV-kanal som sänder i Växjö.
Föreningen som driver TV-kanalen bildades den 8 juni 2005 och den 1 maj 2006 inleddes sändningarna, till en början till 13 000 hushåll via Com Hems kabelnät. Föreningen har för närvarande (070528) 35 medlemmar och ett flertal sponsorer.
Det är också möjligt att följa sändningarna via Internet och webb-tv.

## Hemsida
- Öppna Kanalen Växjö - din egen TV-kanal